# Serge Bregnard
Serge Bregnard, né le 23 janvier 1954 à Neuchâtel, est un écrivain et éducateur spécialisé suisse.

## Biographie
Serge Bregnard naît le 23 janvier 1954 à Neuchâtel. 
À l'âge de 14 ans, il fugue à Paris en auto-stop avec un ami. 
Après sa maturité, Serge Bregnard découvre à vingt ans son intérêt pour le travail social à la Fondation J. et M. Sandoz au Locle, en s’occupant de jeunes en difficultés. Il suit une formation d’éducateur spécialisé à l’école d’études sociales et pédagogiques de Lausanne. Dès la fin de ses études, il ne quitte plus le domaine des adolescents. Il entame sa carrière en milieu fermé, puis travaille aux côtés de mineurs toxicomanes. Depuis 1984, il coopère avec l’association de la maison des jeunes de Lausanne. 
Il y crée en 1992, avec un collègue, une structure de prévention et de suivi éducatif spécialisé : L’appar’t. Il collabore aussi avec les écoles lausannoises en tant que superviseur et exerce cette fonction auprès des étudiants des différentes écoles sociales de Romandie.
Il est marié et père de trois enfants.

### Parcours artistique
En 1998, il participe en tant qu'éducateur spécialisé à un ouvrage collectif de témoignages et d'analyses intitulé L'adolivre.
En 2008, Serge Bregnard publie son premier roman Le Procès de Lisa aux éditions LEP, roman largement inspiré de son vécu en tant qu'éducateur spécialisé,.
Son deuxième roman, Pétales de cendres, paraît chez le même éditeur en 2011,.
En 2022, il joue notamment au Théâtre de Vidy dans une pièce de Massimo Furlan et Claire de Ribaupierre intitulée Avec l'animal, dans laquelle il parle de sa passion pour la pêche aux côtés d'un chasseur, Bernard Magnin,,.

## Sources et liens externes
- Notices d'autorité :   - VIAF
  - ISNI
  - GND
- « Serge Bregnard », sur la base de données des personnalités vaudoises sur la plateforme « Patrinum » de la Bibliothèque cantonale et universitaire de Lausanne.
- http://www.avenirsocial.ch/sozialaktuell/82379_av_17_003_003.pdf
- L'Observation en milieu ferme au centre communal pour adolescents de Valmont - Lausanne (Thesis/dissertation, 1978)
- Le procès de Lisa